# VIII. Henrik (dráma)

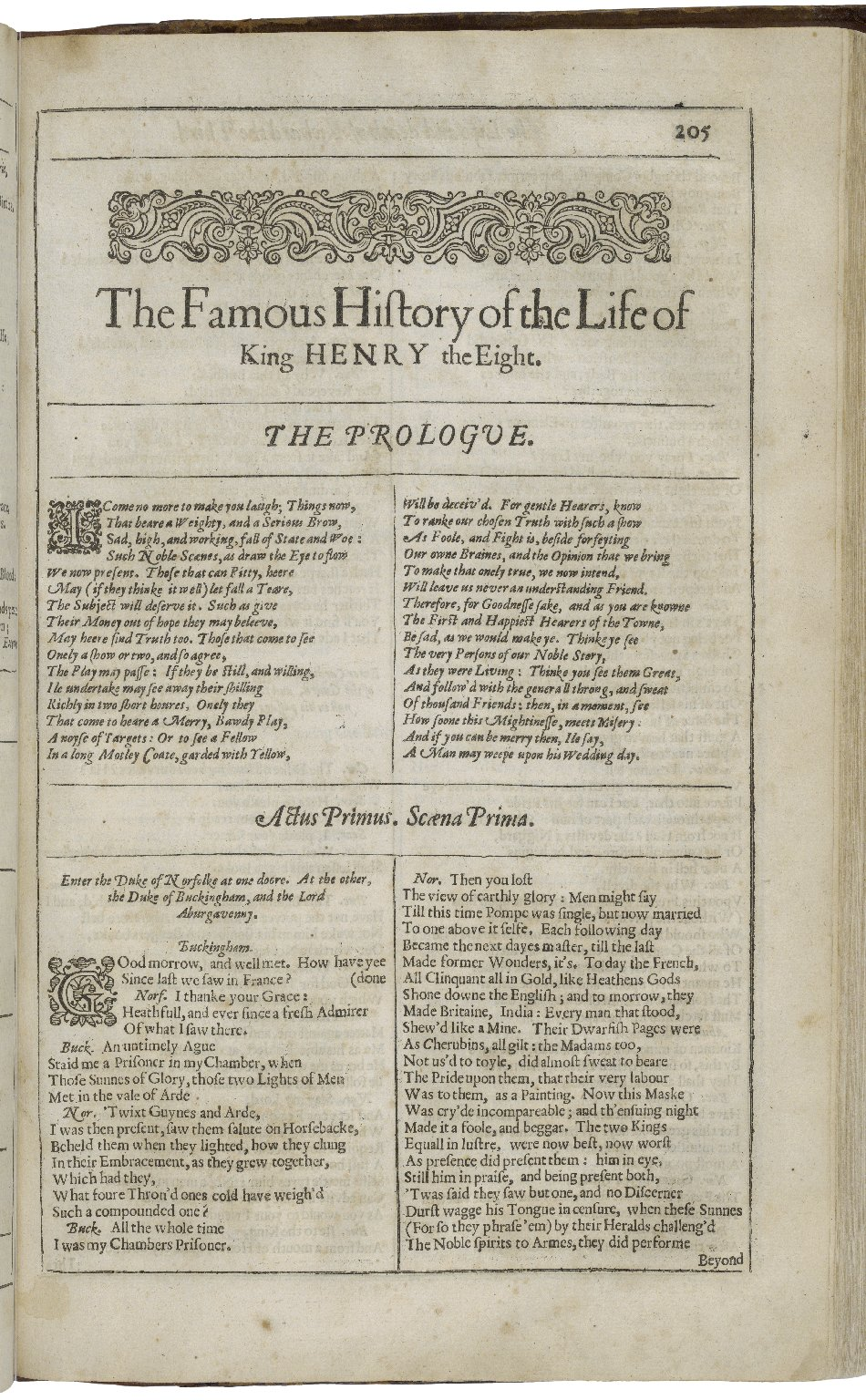
A VIII. Henrik első oldala az 1632-ben kiadott második fólióban kinyomtatva

A VIII. Henrik (eredetileg angolul The Famous History of the Life of King Henry the Eighth vagy egyszerűen Henry VIII) William Shakespeare királydrámája, egyik legutolsó műve, mely valamikor az 1600-as évek elején keletkezett, és 1613-ban került először bemutatásra. A történet VIII. Henrik angol király életének egy részét mutatja be, aki 1509-től 1547-ig, haláláig foglalta el az angol trónt, és akinek nevéhez köthető a reformáció meghonosítása Angliában. Ez utóbbi Shakespeare művében kevés hangsúlyt kap, akkor is csak utalásokban, a történet főleg a király egyik legbefolyásosabb bíborosa, York érseke, Thomas Wolsey ármánykodásait és bukását tárgyalja.
A darab ősbemutatóján a Globe Színház leégett, feltehetően az első felvonás végén esedékes álarcosbáli jelenetnél. Ez 1613-ban történt, az azonban vitatott, hogy Shakespeare mikor vetette papírra a kéziratot, mint ahogy az is, hogy egyedül írta-e, vagy kollaborálva utódjával, John Fletcherrel. Utóbbi feltételezést erősíti, hogy a darab jóval szigorúbban kezeli a történelmi hitelességet, mint Shakespeare egyéb királydrámái, továbbá, hogy stílusában is eltér Shakespeare műveitől ebben a műfajban.

## Shakespeare forrásai
Az elsődleges forrás, amit Shakespeare használt a VIII. Henrik király írásakor, Raphael Holinshed Krónikák című műve, teljesebben Chronicles of England, Scotland and Ireland (Anglia, Skócia és Írország krónikái), annak is 1587-ben kiadott második kiadása. Merített továbbá Edward Hall A nemes és dicső Lancaster- és York-ház egyesülése (The Union of the two Noble and Illustre Families of Lancastre and York) című művéből (harmadik kiadás, 1550) ill. az ötödik felvonás megírásához John Foxe Mártírok könyve (Book of Martyrs) nevű életrajzi művét hívta segítségül. A forrásokhoz való szigorú ragaszkodás, azaz hogy a történelmi események nincsenek, vagy csak minimálisan vannak átírva a darab javára, ahhoz a következtetéshez vezetett egyes kutatókat, hogy talán nem Shakespeare írta a művet, vagy legalábbis nem egyedül írta azt.

## A mű keletkezése
Legalább három korabeli dokumentum igazolja, hogy a darab ősbemutatója 1613. június 29-én volt, és mindhárom kézirat ehhez a bemutatóhoz köti az eredeti Globe Színház porig égését. Az azonban vitatott, hogy Shakespeare-e a szerző, ha nem, mit írt ő és mit más – vélhetően John Fletcher, aki abban az időben több színésztársulatnak is írt darabokat, ideértve a Király emberei társulatot is, aminek köreiben Shakespeare is alkotott – és hogy mikor. Az 1623-ban kiadott Első fólió Shakespeare-t jelöli meg egyedüli szerzőként, de később kutatók egész sora állította, hogy a mű nagy része stilisztikailag eltér a szokványos shakespeare-i metrumoktól, egyesek odáig merészkedve, hogy azt állítsák, Shakespeare mindössze az első felvonás első és második színjét, a második felvonás harmadik és negyedik színjét, a harmadik felvonás második színjét és az ötödik felvonás első színjét írta. Robert Boyle 1885-ben azt állította, hogy Shakespeare egy sort sem írt a VIII. Henrik királyhoz, legalábbis ahhoz a változathoz biztosan nem, ami 1623-ban bekerült az Első fólióba. Helyette szerzőként John Fletcher-t és Philip Massinger-t jelöli meg szerzőkként, és állítja, hogy még ha írt is Shakespeare drámát VIII. Henrikről, az elveszett az 1613-as tűzvészben. Állítását azonban nem tudta hiteles forrásokkal igazolni, mint ahogy az sem igazolható teljes mértékben, hogy Shakespeare-nek társszerzője volt John Fletcher személyében.
2019-ben Petr Plecháč cseh tudós szövegelemző mesterséges intelligencia segítségével kimutatta, hogy Fletcher írta a dráma kb. felét, és a két szerző beleírt egymás jeleneteibe.
A mű keletkezésének dátuma szintén vitatott, egyedül az ősbemutató dátuma igazolható. A legkézenfekvőbb feltételezés, hogy nem sokkal az 1613-as bemutató előtt, valamikor 1612-ben készülhetett el a kézirat. Ebben az esetben ez Shakespeare utolsó színműve. Ezt igazolandó elvonatkoztathatunk attól a feltételezéstől, hogy a darabnak több írója volt és állíthatjuk, hogy Shakespeare élete vége felé jobban szeretett volna egy letisztultabb írói hangnemben alkotni drámákat, főleg, ha figyelembe vesszük, hogy utolsó művei már a regényes színmű műfajába sorolhatóak. Ennél egy erősebb érv lehet, hogy az utolsó felvonásban Cranmer szájából elhangzó dicsőítés, mely szerint I. Erzsébet „országokat hoz létre”, értelmezhető I. Jakabra, Erzsébet utódjára való utalásként is, azon belül is Virginia gyarmatosítására, mely 1612-ben történt. Mások, mint például Edmond Malone, aki az 1700-as években szerkesztette Shakespeare műveit, feltételezték, hogy az említett sor egy későbbi betoldás, és a mű nagy része még valamikor I. Erzsébet életében keletkezhetett, ami mellett az újszülött Erzsébet fennkölt dicsőítése lehet egy nyomós érv. Malone további érvei, hogy VIII. Henrik darabbeli ábrázolása a Tudorok dicsőítése, amely bizonyára ellenszenvet váltott volna ki az első Stuart uralkodóból az angol trónon, I. Jakabból. Ez azonban egy szintén igazolhatatlan feltevés, főleg, mert más szempontból nézve az angol király shakespeare-i ábrázolása korántsem dicsőítő jellegű. Az azonban szinte biztos, hogy az ősbemutatókor a művet még befejezetlen állapotában vitték színpadra.

## Szereplők
| Eredeti                           | Szász Károly fordítása                   | Weöres Sándor fordítása                   |
| Henry VIII – King of England      | VIII. Henrik király                      | VIII. Henrik                              |
| Cardinal Wolsey                   | Wolsey bíbornok, yorki érsek             | Wolsey                                    |
| Katherine of Arragon              | Katalin királyné, Henrik király neje     | Katalin                                   |
| Anne Bullen (Boleyn)              | Bullen Anna, udvarhölgye                 | Anne Bullen                               |
| Duke of Buckingham                | Buckingham herceg                        | Buckingham                                |
| Thomas Cranmer                    | Cranmer, canterburyi érsek               | Cranmer                                   |
| Stephen Gardiner                  | Gardiner, kanczellár, winchesteri püspök | Gardiner                                  |
| Lord Chamberlein                  | Lord kamarás                             | Lordkamarás                               |
| Duke of Norfolk                   | Norfolk herczeg                          | Norfolk                                   |
| Duke of Suffolk                   | Suffolk herczeg                          | Suffolk                                   |
| Earl of Surrey                    | Surrey gróf                              | Surrey                                    |
| Cardinal Campeius                 | Campejus bíbornok, pápai követ           | Campeius                                  |
| Caputius                          | Capucius, V. Károly császár követe       | Capucius                                  |
| Sir Thomas Cromwell               | Cromwell, Wolsey titkára                 | Cromwell                                  |
| Lord Sands                        | Lord Sands                               | Sands                                     |
| Lord Abergavenny                  | Lord Abergavenny                         | Abergavenny                               |
| Lord Chancellor                   | Lord kancellár                           | Lordkancellár                             |
| Bishop of Lincoln                 | A lincolni püspök                        | Lincoln                                   |
| Sir Thomas Lovell                 | Sir Lovell Tamás                         | Lovell                                    |
| Sir Henry Guildford               | Sir Henrik Guildford                     | Guildford                                 |
| Sir Nicholas Vaux                 | Sir Nicolas Vaux                         | Vaux                                      |
| Sir Anthony Denny                 | Sir Antony Denny                         | Denny                                     |
| Dr. Butts                         | Doctor Butts, a király orvosa            | Butts                                     |
| Griffith                          | Griffith, Katalin királyné udvarmestere  | Griffith                                  |
| Garter King-of-Arms               |                                          |                                           |
| Buckingham’s Surveyor             | Buckingham herczeg sáfára                |                                           |
| Brandon                           | Brandon, őrtiszt                         | Brandon                                   |
| Serjeant-at-Arms                  | Fegyveres őr                             | Őrmester                                  |
| Porter                            | Kapus                                    | Kapus                                     |
| Old Lady                          | Egy agg hölgy, Bullen Anna barátnéja     | Öreg lady                                 |
| Patience                          | Patience, a királyné szolgáló hölgye     | Patience                                  |
| Doorkeeper of the Council Chamber | Ajtónálló a tanács-teremnél              | Ajtóőr                                    |
| First Secretary                   |                                          | Titkár                                    |
| Second Secretary                  |                                          | Titkár                                    |
| First Scribe                      |                                          | Írnok                                     |
| Second Scribe                     |                                          | Írnok                                     |
| Crier                             | Kikiáltó                                 | Kikiáltó                                  |
| Gardiner’s Page                   | Gardiner apródja                         | Apród                                     |
| Three Gentlemen                   | Három Nemes                              | Első Nemes, Második Nemes, Harmadik Nemes |
| Lord Chamberlain’s Servant        |                                          |                                           |
| Porter’s Man                      | Kapus Legénye                            | Legény                                    |
| Messenger                         | Hírnök                                   |                                           |

## Történet (Szász Károly fordításában)

### Első felvonás

#### I. szín
Buckingham bosszankodik Thomas Howard, Norfolk hercege Wolsey bíbornok hatalmán és megvádolja árulással. Összetalálkozik vele, és a bíbornok megsérti őt. Ennek okán Buckingham eltervezi, hogy bebizonyítja Wolsey bűnösségét. Szinte azonnal őrök jelennek meg, és árulás vádjával letartóztatják.

#### II. szín
Bevonul a király és Wolsey. A trónterembe hamarosan Katalin királyné érkezik, aki rossz hírt hoz: a nemesek lázadoznak a hatszoros adó miatt, amit a Frank Háború miatt vetettek ki. A király visszavonja a rendeletet és bocsánatot ígér a lázadóknak. Wolsey ezt úgy állítja be, mintha neki lenne köszönhető. Sáfár érkezik, aki bosszút esküszik ura elárulásáért.

#### III. szín
Kamarás, Sands és Lovell a korabeli divatot kritizálják. Mikor szóba kerül Wolsey bíboros, kiderül, hogy neki köszönhetik jómódjukat, és a felmagasztalják nevét, majd elindulnak hozzá vacsorára.

#### IV. szín
Vendégség Wolsey bíbornoknál, ahová főleg a szegény sorból felemelt nemesek hivatalosak. Váratlan vendégek érkeznek, akik nem beszélnek angolul. A jövevények beállnak táncolni a már ottlevőkkel, mielőtt felfednék kilétüket: kiderül, hogy nem mások ők, mint a király és udvartartása. A király Bullen Annával táncol, és beleszeret.

### Második felvonás

#### I. szín
Tömeg az utcán, Buckinghamet kísérik. Buckingham beszédet mond, amiben ártatlanságát és hűségét hangsúlyozza, s hogy nem érez haragot sem VIII. Henrik, sem Wolsey bíbornok személye ellen, hanem a rendszer ellen, ami megengedte, hogy ártatlanul a halálba küldjék.

#### II. szín
Norfolk és Suffolk a király bánatáról beszélgetnek, ami nem más, mint hogy bátyja özvegyét vette nőül. Rányitnak a búslakodó királyra, aki ridegen fogadja őket, de Wolsey érkeztére tüstént felderül. A továbbiakban a válást tárgyalják, a király ugyanis el akar válni feleségétől. Wolsey látszólag mindent elrendezett.

#### III. szín
Bullen Anna és Agg Hölgy beszélget a királyné hálószobájában. Azon keseregnek, hogy mily rossz sorsra jutott a királyné, aki oly hű s szeretetteljes volt a királyhoz. Ezután szóba kerül, hogy ők hogyan viselnék, ha nemesi sorba kerülhetnének, és Anna váltig állítja, hogy ő el nem fogadná. Lord Kamarás érkezik, és közli, hogy a király megtette Annát Pembroke grófnénak, járuléka évi ezer font. Anna nem tud hova hálálkodni. Az Agg Hölgy cinikusan megjegyzi, hogy na, mégis elfogadta a magasabb rangot, Anna pedig aggodalmat mutat a jövőre nézve.

#### IV. szín
A király és bíborosai összegyűlnek, hogy jóváhagyják és véghezvigyék Henrik és Katalin válását. A királyné kegyelemért könyörög, idegenségére és húszévnyi hűségére hivatkozik. A király megbánást tanúsít, de nem enged. A királyné megvádolja Wolseyt, hogy ő bujtotta fel Henriket, hogy a válással saját céljait szolgálja, majd megesküszik, hogy egyenesen a pápához megy. Wolsey bűnösnek állítja be magát, tudván azt, hogy a király bűntelennek ítéli. Henrik hosszú beszédében igyekszik igazolni szándékát; többek között arra hivatkozik, hogy Katalintól született összes fia hamar meghalt. Ezután berekeszti az ülést.

### Harmadik felvonás

#### I. szín
A királyné lakosztálya a bridewelli palotában. Katalinhoz a két bíboros, Wolsey és Campejus érkezik, hogy megpróbálják jobb belátásra bírni. Katalin őszintén hiszi, hogy ők uszították Henriket ellene, de a két bíboros állítja, hogy békítő szándékkal érkeztek hozzá. A királyné a beszélgetés végére mintha megenyhülne, ám a szavaiból áradó gúny azt feltételezi, hogy a két bíbornok nem győzte meg.

#### II. szín
Norfolk és Suffolk Wolsey lelepleződéséről beszélnek: a király kezébe került a bíbornok levele a pápához, amiben a válás elhalasztását kéri, továbbá egy lista Wolsey teljes vagyonáról. Wolsey érkezik, aki már tud arról, hogy Henrik megkörnyékezte Bullen Annát. Megérkezik a király is, aki szembesíti Wolseyt azzal, hogy tud az apró-cseprő ügyeiről, s hogy vak volt, mikor bízott benne. Nem mond rögtön ítéletet felette, de Wolsey tisztában van bukásával. Norfolk és Suffolk felszólítják, hogy járuljon a király elé, hogy felette ítéletet mondjanak, azonban a bíbornok ezt elutasítja. Kiderül továbbá, hogy a bíbornok helyébe a király More Tamást állította. Végezetül Cromwellt arra kéri, hogy legyen ő az egyetlen, aki megemlékezik róla, aki őt nemesi sorba emelte, mikor ő már a föld alatt lesz, s nevét elfeledték. Cromwell nem fog kegyvesztetté válni, mert hűségét többször bizonyította már.

### Negyedik felvonás

#### I. szín
Két nemes beszélget Westminster utcáin. Henrik és Anna esküvőjét tárgyalják, mikor elvonul előttük az ünnepi tömeg. Egy harmadik nemes érkezik, aki részletesen beszámol az esküvőről.

#### II. szín
Katalin haldoklik. Halálos ágyán Griffith beszámol neki Wolsey bukásáról, és haláláról. Katalin elítélően, de Griffith enyhítően nyilatkozik a néhai bíbornokról. Katalint látomás keríti hatalmába, amint betegsége eluralkodni látszik rajta. Hírnök érkezik a királytól, a király jókívánságát hozza, aki mielőbbi gyógyulását kívánja. Válaszul a volt királyné Henriknek üzeni, hogy nevelje lányukat szeretetben. A hírnök távozása után nem sokkal Katalin elhuny; testét Patience és Griffith viszi ki eltemetni.

### Ötödik felvonás

#### I. szín
Gardiner és Lovell a királyné vajúdását tárgyalják. Gardiner nincs jó véleménnyel a királynéról, és nem is kívánja neki, hogy élje túl a szülést, de Lovell figyelmezteti, hogy ilyen kijelentésekkel veszélybe sodorhatja magát. A király érkezik Suffolkkal, utóbbi hamar távozik. Sir Denny bevezeti Cranmer érseket, akit a király az ellene felhozott árulói vádak miatt hívatott. Cranmer esküszik hűségéről, és Henrik hisz neki, bízik benne, hogy nem ítélik el. Biztosítékul egy gyűrűt ad neki. Agg hölgy érkezik, aki meghozza a hírt: Henriknek ismét lánya született.

#### II. szín
Cranmer az ítélőszék előtt. Ügye nem áll jól, eretnekséggel vádolják, s látszólag egyhangúlag elítélik, de a király gyűrűje megvédi. Maga Henrik is megjelenik és beül a bírák közé, ahol Cranmer-t védi, s a többieket felszólítja, legyenek baráti szándékkal felé. Ezután felkéri Cranmer-t, hogy keresztelje meg újszülött lányát.

#### III. szín
Felhajtás az udvarban. Az udvarnép fejvesztve készül fogadni a keresztelőről érkező népet, közben próbálva kint tartani a tolvajokat. A kamarás érkezik, aki rendet teremt.

#### IV. szín
Érkeznek az ünneplők. Az újszülött kislányt Erzsébetnek keresztelték. Cranmer elnyújtott beszédben áldja meg; hosszú és dicsőséges életet jósol neki, aki békét teremt a birodalomban, s szűzi tisztaságával példát mutat népének. A király megtiltja, hogy bárki hazamenjen, ünnepnappá teszi e napot. Lányát elsőszülöttjének nyilvánítja.

## Szereplők ábrázolása
A darabban ritkán jelenik meg a címszereplő, viszont olyankor kitölti a teret. Darabbeli ábrázolása erősen árnyalja valós jellemét: történelmi források az 1500-as évek első felében uralkodott királyt gőgösnek, kicsapongónak, a politikában és az életben is erőszakosnak, türelmetlennek mutatják be, aki nagyban hozzájárult a század közepére kialakult anarchikus állapotokhoz. Ezzel szemben a darabbeli uralkodó egy már-már szerény és magának való jellem, romantikus alkat, aki szeretetre, figyelemre és egy fiúgyermekre vágyik. Mivel utóbbit nem kaphatta meg feleségétől, Aragóniai Katalintól, ezért válást kezdeményezett. Ez a darabban úgy kerül ábrázolásra, mint egy olyan tett, amiért Henrik király mély önmarcangolásba kezd, és szinte már szégyelli magát Boleyn Anna iránti érzelmei miatt. A válási tárgyaláson megbánást tanúsít, ill. később a már Kimbolton kastélyba visszavonult, haldokló Katalin egészsége iránt érdeklődik. Kettejük kapcsolata itt nem egy elhidegült kapcsolatot sejtet, hanem egy húszévnyi házasság alatt kialakult kötődést és törődést, annak ellenére, hogy a kapcsolatnak nincs, és valószínűleg nem is volt érzelmi vonzata. Ezzel szemben a valóságban Henriknek több alkalmi kapcsolata is volt Katalin mellett, házasságuk utolsó éveiben feleségét semmibe vette, a válás után viszonyuk pedig egyenesen ellenségessé vált, aminek a darabban a szöges ellentéte látható.
VIII. Henrik király, ill. Aragóniai Katalin darabbeli ábrázolása az egyetlen ilyen éles kontrasztba állítás a valósággal. Wolsey bíbornok az életben is, és a valóságban is egy magasra tört kisember, egy mészáros fia, aki már VII. Henrik uralkodása alatt megkezdte tevékenységét. A darab pontról pontra követi végig bukásának állomásait. Például, hogy kivívta a nemesek haragját, méghozzá azzal, hogy alacsony sorból tört magasra és éppen ezért a gazdagságba születetteket, például Buckinghamet, kíméletlenül büntette, ill. elérte Henriknél, hogy meg legyenek büntetve. Ennek megfelelően a szegények, mint Lovell, Sands vagy Cromwell, istápolása és nemesi sorba emelése is ellenszenvre adhatott okot. Valamint szinte korlátlan befolyása a királyra, majd a kegyeletvesztés, hogy nem sikerült elérnie a pápánál, hogy felbontsa a házasságot, mind ahhoz vezettek, hogy maga VIII. Henrik is elveszítse bizalmát benne. Az egyetlen ferdítés ezen a ponton, hogy a darab szerint a király kezébe került egy a pápához írt levele Wolsey-nak, amiben a válás elhalasztását kéri, míg a valóságban ezt csak feltételezték, a tényleges oka bukásának az volt, hogy nem teljesítette a király parancsát, azaz, hogy eszközölje ki a válást.

## Színházi előadások
A darab különössége, hogy kifejezetten ritkán vitték színpadra már megírásának századában is, ill. azóta is. Az 1613-as ősbemutató be sem fejeződhetett a Globe Színházban kiütött tűzvész miatt. Noha feltételezhető, hogy magánelőadásokként a darabot több ízben is előadták már korábban, ez nem igazolható. A tűzvész után leghamarabb napra pontosan tizenöt évvel később, 1628. június 29-én játszották újra, az akkorra már újjáépített Globe-ban, továbbra is a Király emberei társulat színészei közül válogatva a szereplőket. Ezután majd’ negyven évig nem játszották – igaz, ehhez hozzájárult az is, hogy Oliver Cromwell a Protektorátus időszakában betiltotta a színházi előadásokat, magukat a színházakat pedig bezáratta, mondván, hogy a színházi előadások a bűn s a bűnös gondolatok melegágya, ami szembement radikális puritán nézeteivel.
1664-ben, a Restauráció korában a költő-drámaíró Sir William Davenant rendezett ismét előadást a színműből, de 1668-as halála meggátolta abban, hogy többször bemutathassa. Ezután leghamarabb az 1720-as években került újra színpadra Colley Cibber rendezésében, utána már csak 1888 körül játszották David Garrick, Charles Kean és Henry Irving adaptációját, utóbbi többek között Wolsey palástját is magára öltötte ebben a rendezésben. A „lemaradást” Shakespeare egyéb műveihez képest 1916-ban igyekeztek behozni, a Sir Herbert Beerbohm Tree rendezte előadás hatvanhárom alkalommal lett előadva a Broadway-en, ill. ugyanez az adaptáció turnézott is.
A 20. század közepétől napjainkig is megért a színmű egy pár színpadi adaptációt, de továbbra sem nevezhető népszerű darabnak. 1933-ban a Sadler’s Wells Színházban játszották, ahol a címszerepet Charles Laughton játszotta, aki ugyanebben az évben eljátszotta VIII. Henrik szerepét egy filmben is: The Private Life of Henry VIII (VIII. Henrik magánélete). A film nem a Shakespeare-darab alapján készült, tényleges adaptációt csak később, 1979-ben forgattak és adtak ki televízióra. Margaret Webster 1946-ban vitte színpadra a darabot.
2010-re teljes dicsőségében újjáépítették a Globe-ot, ahogy az Shakespeare korában állt, és ennek az ünneplésére Shakespeare összes királydrámáját előadták a színházban, természetesen annyira hűen az eredetihez, amennyire csak lehet. Így esett, hogy május 15-e és 21-e között többször is előadták a darabot, a színpadi kellékeket ugyanabban a rendben elrendezve, ahogy annak idején 1613-ban – még az ágyúk is ugyanúgy voltak beállítva, mint aminek köszönhetően kiütött a tűzvész.

## A VIII. Henrik király Magyarországon
Az első magyar nyelvű fordítása a darabnak 1864-ben született Szász Károly tollából.  A fordításra jellemző az eredetihez való hűség, Szász Károly szinte teljesen úgy osztotta fel a felvonásokat és a színeket, mint annak idején Shakespeare. Hasonlóan Shakespeare többi fordítóihoz, a nevek egy részét Szász is magyarosította, így lett például Henryből Henrik, Thomas Lovellből Lovell Tamás, vagy a csak említés szintjén megjelenő Thomas More-ból More Tamás, de nagyrészt meghagyta az eredeti neveket. Színpadon ebben a formában először 1867-ben adták elő a Nemzeti Színházban, feltehetően mérsékelt sikerrel, ugyanis a darab, az eredetihez hasonlóan, azóta is alig került újra műsorra.
Később, 1944-ben Weöres Sándor fordította újra. Megjelenni csak 1961-ben jelenhetett meg a Móra Kiadónál, ill. 1980-ban az Európánál. A darab, a korszerűsített nyelvezeten felül, egy pár ponton eltér Szász Károly fordításától. Weöres például elhagyta a címből a „király” jelzőt, a szereplőket vezetéknevük szerint listázza, és Henriken kívül egyiket sem magyarosította.
Az 1867-es előadást követően nem volt kiemelhető bemutatója a VIII. Henriknek, egyedül a 2014-ben, a Csokonai Színház által szervezett Shakespeare-időgép rendezvénysorozatban kapott kiemelt helyet, ez azonban nem színpadra vitt alkotásként volt megtekinthető, hanem a BBC által közvetített színpadi előadás feliratos filmjeként.